# Championnat des îles Féroé de football 2006
Navigation
Saison précédente Saison suivante
La saison 2006 du Championnat des îles Féroé de football est la 63e édition de la première division féroïenne à poule unique, la Formuladeildin. Les dix meilleurs clubs du pays jouent les uns contre les autres à trois reprises durant la saison, à domicile et à l'extérieur. En fin de saison, les deux derniers du classement sont relégués et remplacés par les champion et vice-champion de 1. Deild.
C'est le HB Torshavn qui remporte le championnat cette saison en terminant en tête du classement, avec un seul point d'avance sur le club d'EB/Streymur et 8 sur le tenant du titre, le B36 Tórshavn, qui remporte en contre-partie la Coupe des îles Féroé. C'est le 19e titre de champion de l'histoire du HB.

## Les 10 clubs participants
| - EB/Streymur - KÍ Klaksvík - B68 Toftir - Promu de 1.Deild - GI Gota - NSI Runavik | - VB/Sumba Vagur - HB Tórshavn - Skala IF - IF Fuglafjordur - B36 Tórshavn |

## Compétition

### Classement
Le barème de points servant à établir le classement est modifié à partir de cette saison. Il se décompose ainsi :
- Victoire : 3 points
- Match nul : 1 point
- Défaite : 0 point

| Rang | Équipe               | Pts | J  | G  | N  | P  | Bp | Bc | Diff |
| ---- | -------------------- | --- | -- | -- | -- | -- | -- | -- | ---- |
| 1    | HB Torshavn          | 55  | 27 | 16 | 7  | 4  | 61 | 36 | +25  |
| 2    | EB/Streymur          | 54  | 27 | 16 | 6  | 5  | 63 | 30 | +33  |
| 3    | B36 Tórshavn (T) (C) | 47  | 27 | 13 | 8  | 6  | 45 | 32 | +13  |
| 4    | KÍ Klaksvík          | 45  | 27 | 12 | 9  | 6  | 54 | 39 | +15  |
| 5    | NSI Runavik          | 42  | 27 | 12 | 6  | 9  | 50 | 39 | +11  |
| 6    | GI Gota              | 40  | 27 | 10 | 11 | 6  | 39 | 34 | +5   |
| 7    | Skala IF             | 31  | 27 | 7  | 10 | 10 | 33 | 29 | +4   |
| 8    | VB/Sumba Vagur       | 20  | 27 | 5  | 5  | 17 | 24 | 73 | -49  |
| 9    | B68 Toftir (P)       | 18  | 27 | 4  | 6  | 17 | 34 | 58 | -24  |
| 10   | IF Fuglafjordur      | 16  | 27 | 4  | 4  | 19 | 29 | 62 | -33  |

|  | Qualification pour la Ligue des champions 2007-2008                                              |
|  | Qualification pour la Coupe UEFA 2007-2008                                                       |
|  | Qualification pour la Coupe Intertoto 2007                                                       |
|  | Relégation en 1. Deild                                                                           |
|  | (T) Tenant du titre (C) Vainqueur de la Coupe des îles Féroé (P) Club promu de deuxième division |

## Bilan de la saison
| Championnat des îles Féroé de football 2006                 |                         |
| Champion                                                    | HB Torshavn (19e titre) |
| Coupes et trophées                                          |                         |
| Vainqueur de la Coupe des îles Féroé 2006                   | B36 Tórshavn            |
| Qualifications continentales                                |                         |
| Ligue des champions 2007-2008 Premier tour de qualification | HB Torshavn             |
| Coupe UEFA 2007-2008 Tour préliminaire                      | B36 Tórshavn            |
| Coupe UEFA 2007-2008 Tour préliminaire                      | EB/Streymur             |
| Coupe Intertoto 2007 Premier tour                           | KÍ Klaksvík             |
| Promotions et relégations                                   |                         |
| Promus en Formuladeildin                                    | AB Argir                |
| Promus en Formuladeildin                                    | B71 Sandoy              |
| Relégués en 1. Deild                                        | B68 Toftir              |
| Relégués en 1. Deild                                        | IF Fuglafjordur         |